# Championnat d'Allemagne de rugby à XV 2016-2017
Navigation
1. Bundesliga 2015-2016 1. Bundesliga 2017-2018
Le championnat d'Allemagne de rugby à XV 2016-2017 ou 1. Bundesliga 2016-2017 est une compétition de rugby à XV qui oppose les 16 meilleurs clubs allemands. La compétition commence le 3 septembre 2016 et se termine par une finale le 24 juin 2017.
La 1re phase de la compétition se déroule du 3 septembre 2016 au 30 octobre 2016, sous la forme d'un championnat avec 2 poules composées de 8 équipes, avant de reprendre en avril 2017, suivie de demi-finales et d'une finale. Toutes les équipes participent également au DRV-Pokalrunde.

## Équipes participantes
Les seize équipes sont réparties de la manière suivante :
| 1. Bundesliga Nord/Est - TSV Victoria Linden - Berlin RC - SC Germania List - RK 03 Berlin - FC Sankt Pauli - Hamburger RC - RC Leipzig - DSV 78 Hanovre | 1. Bundesliga Sud/Ouest - SC Neuenheim - RG Heidelberg - TSV Handschuhsheim - Heidelberger RK - RK Heusenstamm - SC 1880 Frankfurt - TV Pforzheim - RC Luxembourg |

## 1. Bundesliga Nord/Est
| Berlin : · RK 03 Berlin · Berlin RC · Berlin TSV Linden Leipzig Hanovre Sankt Pauli SC Germania List Hambourg |

| Équipe              | Stade                          | Capacité | Ville               |
| ------------------- | ------------------------------ | -------- | ------------------- |
| DSV 78 Hanovre      | Erika-Fisch-Stadion            |          | Hanovre             |
| FC Sankt Pauli      | Dr. Hermann-Schnell-Sportplatz |          | Sankt Pauli         |
| SC Germania List    | Sportgaststätte                |          | Hanovre             |
| Hamburger RC        | Stadtpark                      |          | Hambourg            |
| RK 03 Berlin        | Stadion Buschallee             |          | Berlin              |
| Berlin RC           |                                |          | Berlin              |
| TSV Victoria Linden |                                |          | Hanovre-Linden      |
| RC Leipzig          |                                |          | Lützschena-Stahmeln |

### Classement
| Rang | Club                | J  | V  | N | D  | Bo | Bd | Pm  | Pe  | Diff | Pts |
| ---- | ------------------- | -- | -- | - | -- | -- | -- | --- | --- | ---- | --- |
| 1    | RK 03 Berlin        | 14 | 13 | 1 | 0  | 7  | 0  | 558 | 176 | +382 | 61  |
| 2    | SC Germania List    | 14 | 10 | 1 | 3  | 15 | 0  | 659 | 250 | +409 | 57  |
| 3    | DSV 78 Hanovre      | 14 | 11 | 0 | 3  | 13 | 0  | 556 | 218 | +338 | 57  |
| 4    | Berlin RC           | 14 | 7  | 0 | 7  | 7  | 0  | 398 | 289 | +109 | 35  |
| 5    | RC Leipzig          | 14 | 6  | 0 | 8  | 8  | 0  | 366 | 348 | +18  | 32  |
| 6    | Hamburger RC        | 14 | 6  | 0 | 8  | 5  | 0  | 235 | 381 | -146 | 29  |
| 7    | FC St. Pauli        | 14 | 2  | 0 | 12 | 2  | 0  | 177 | 529 | -352 | 10  |
| 8    | TSV Victoria Linden | 14 | 0  | 0 | 14 | 0  | 0  | 67  | 825 | -758 | -1¹ |

¹TSV Linden a été pénalisé d'un point.
|  | Qualifiés pour les demi-finales (no 1, no 2). |
|  | Barrage (no 7).                               |
|  | Relégation (no 8).                            |

Attribution des points : victoire sur tapis vert : 5, victoire : 4, match nul : 2, défaite : 0, forfait : -2 ; plus les bonus (offensif : 4 essais marqués ; défensif : défaite par 7 points d'écart ou moins).

## 1. Bundesliga Sud/Ouest
| Heidelberg : · Heidelberger RK · RG Heidelberg · Heidelberg Pforzheim Neuenheim Handschuhsheim Francfort Heusenstamm Cessange |

| Équipe             | Stade                                    | Capacité | Ville          |
| ------------------ | ---------------------------------------- | -------- | -------------- |
| Heidelberger RK    | HRK                                      | 1 500    | Heidelberg     |
| TV Pforzheim       | Bohrain Sportplatz ou Mäurach Sportplatz |          | Pforzheim      |
| SC Neuenheim       | Museumsplatz an der Tiergartenstraße     | 3 000    | Neuenheim      |
| TSV Handschuhsheim |                                          |          | Handschuhsheim |
| RG Heidelberg      | Fritz-Grunebaum-Sportpark                | 3 500    | Heidelberg     |
| SC 1880 Frankfurt  | Sportanlage Feldgerichtstraße            |          | Francfort      |
| RK Heusenstamm     | Sportzentrum Martinsee                   |          | Heusenstamm    |
| RC Luxembourg      | Stade Boy Konnen                         |          | Cessange       |

### Classement
| Rang | Club               | J  | V  | N | D  | Bo | Bd | Pm  | Pe  | Diff | Pts |
| ---- | ------------------ | -- | -- | - | -- | -- | -- | --- | --- | ---- | --- |
| 1    | Heidelberger RK    | 14 | 12 | 0 | 2  | 12 | 0  | 721 | 152 | +569 | 60  |
| 2    | TV Pforzheim       | 14 | 11 | 0 | 3  | 14 | 0  | 608 | 237 | +371 | 58  |
| 3    | RG Heidelberg      | 14 | 9  | 0 | 5  | 10 | 0  | 515 | 274 | +241 | 46  |
| 4    | TSV Handschuhsheim | 14 | 6  | 0 | 8  | 6  | 0  | 274 | 422 | -148 | 30  |
| 5    | RK Heusenstamm     | 14 | 6  | 0 | 8  | 4  | 0  | 274 | 418 | -144 | 28  |
| 6    | SC 1880 Frankfurt  | 14 | 6  | 0 | 8  | 2  | 0  | 241 | 396 | -155 | 26  |
| 7    | SC Neuenheim       | 14 | 5  | 0 | 9  | 4  | 0  | 227 | 444 | -217 | 24  |
| 8    | RC Luxembourg      | 14 | 1  | 0 | 13 | 2  | 0  | 152 | 669 | -517 | 6   |

|  | Qualifiés pour les demi-finales (no 1, no 2). |
|  | Barrage (no 7).                               |
|  | Relégation (no 8).                            |

Attribution des points : victoire sur tapis vert : 5, victoire : 4, match nul : 2, défaite : 0, forfait : -2 ; plus les bonus (offensif : 4 essais marqués ; défensif : défaite par 7 points d'écart ou moins).

## Phase finale
|  | Demi-finales     | Demi-finales    |              |    | Finale       | Finale       |
|  | Demi-finales     | Demi-finales    |              |    | Finale       | Finale       |
|  |                  |                 |              |    |              |              |
|  | 10 juin 2017     | 10 juin 2017    |              |    | 24 juin 2017 | 24 juin 2017 |
|  | 10 juin 2017     | 10 juin 2017    |              |    | 24 juin 2017 | 24 juin 2017 |
|  | RK 03 Berlin     | 15              |              |    | 24 juin 2017 | 24 juin 2017 |
|  | RK 03 Berlin     | 15              |              |    | 24 juin 2017 | 24 juin 2017 |
|  | TV Pforzheim     | 52              |              |    | 24 juin 2017 | 24 juin 2017 |
|  | TV Pforzheim     | 52              | TV Pforzheim | 35 |              |              |
|  | 10 juin 2017     |                 | TV Pforzheim | 35 |              |              |
|  |                  | Heidelberger RK | 39           |    |              |              |
|  | Heidelberger RK  | Heidelberger RK | 39           | 69 |              |              |
|  | Heidelberger RK  |                 |              | 69 |              |              |
|  | SC Germania List | 12              |              |    |              |              |
|  | SC Germania List | 12              |              |    |              |              |

### Demi-finales
| 10 juin 2017 | RK 03 Berlin | 15 - 52 (5 - 19) | TV Pforzheim | Arbitre : Himmer |
| 10 juin 2017 |              |                  |              | Arbitre : Himmer |
| 10 juin 2017 |              |                  |              | Arbitre : Himmer |

| 10 juin 2017 | Heidelberger RK | 69 - 12 (40 - 0) | SC Germania List | Arbitre : O'Brien |
| 10 juin 2017 |                 |                  |                  | Arbitre : O'Brien |
| 10 juin 2017 |                 |                  |                  | Arbitre : O'Brien |

### Finale
| 24 juin 2017 15 h 00 | TV Pforzheim | 35 - 39 (-) | Heidelberger RK | Stadion Buschallee, Berlin 1 300 spectateurs Arbitre : Maughan |
| 24 juin 2017 15 h 00 |              |             |                 | Stadion Buschallee, Berlin 1 300 spectateurs Arbitre : Maughan |
| 24 juin 2017 15 h 00 |              |             |                 | Stadion Buschallee, Berlin 1 300 spectateurs Arbitre : Maughan |

## Barrages

### Matchs promotion pour 1.BL
| 17 juin 2017 | Neckarsulmer SU (de) | 42 - 17 | RC Aachen |  |
| 17 juin 2017 |                      |         |           |  |
| 17 juin 2017 |                      |         |           |  |

| 17 juin 2017 | RC Berlin Grizzlies (en) | 20 - 36 | SG Odin/VfR Döhren (en) |  |
| 17 juin 2017 |                          |         |                         |  |
| 17 juin 2017 |                          |         |                         |  |

### Relégation 2.BL vs. 1.BL
| 25 juin 2017 15 h 00 | RC Aachen | 14 - 27 | SC Neuenheim | Arbitre : A. Piper |
| 25 juin 2017 15 h 00 |           |         |              | Arbitre : A. Piper |
| 25 juin 2017 15 h 00 |           |         |              | Arbitre : A. Piper |

| 25 juin 2017 15 h 00 | RC Berlin Grizzlies | 29 - 5 | FC Sankt Pauli | Arbitre : P. Handl |
| 25 juin 2017 15 h 00 |                     |        |                | Arbitre : P. Handl |
| 25 juin 2017 15 h 00 |                     |        |                | Arbitre : P. Handl |